# May Massika Mezioud
May Massika Mezioud, née le 26 août 1998, est une perchiste algérienne.

## Carrière
May Massika Mezioud remporte la médaille d'or du saut à la perche aux Jeux africains de la jeunesse en 2014 à Gaborone ce qui la qualifie pour participer aux Jeux olympiques de la jeunesse de 2014 à Nankin.
Elle est aussi médaillée d'or aux Championnats d'Afrique cadets en 2015 à Port-Louis et aux Championnats d'Afrique juniors d'athlétisme 2017 se tenant à Tlemcen. Elle est sacrée championne d'Algérie du saut à la perche en 2017.